# Nem meghatározott jelentőségű monoklonális gammopátia
A nem meghatározott jelentőségű monoklonális gammopátia (angolul: monoclonal gammopathy of undetermined significance, MGUS), korábbi nevén jóindulatú monoklonális gammopátia egy olyan állapot, amelynél kóros ellenanyag többletet, ún. paraproteint találnak a vérben laboratóriumi vizsgálatok során, anélkül hogy társuló hematológiai daganatot sikerülne kimutatni (pl. mielóma multiplex, vagy Waldenström-makroglobulinémia). A plazmasejtes mielómához képest az ellenanyag-szint alacsonyabb, a csontvelőben lévő plazmasejtek száma kisebb, a betegnek nincsenek tünetei. Évente az ilyen betegek mintegy 1-2 százalékában mielóma multiplex alakul ki, így az orvosok ajánlják ennek évenkénti gyakorisággal történő ellenőriztetését.

## Fordítás
Ez a szócikk részben vagy egészben  a   Monoclonal gammopathy of undetermined significance című angol Wikipédia-szócikk ezen változatának fordításán alapul.  Az eredeti cikk szerkesztőit annak laptörténete sorolja fel. Ez a jelzés csupán a megfogalmazás eredetét és a szerzői jogokat jelzi, nem szolgál a cikkben szereplő információk forrásmegjelöléseként.